# Vittoria Di Silverio
Vittoria Di Silverio, nome d'arte di Maria Vittoria Ghirighini (fl. XX secolo), è stata un'attrice italiana.

## Biografia
Nativa di Ostia, dopo una lunga carriera teatrale, passò dapprima alla televisione e poi al cinema, confrontandosi con ruoli da caratterista. Partecipò ad un gran numero di prosa televisiva, tra gli anni cinquanta e gli anni ottanta. Prese parte inoltre a sceneggiati e miniserie TV di successo.
Attrice caratterista, interpretò dei ruoli in alcuni film con Lino Banfi come L'infermiera di notte e L'infermiera nella corsia dei militari del 1979.
Nel 1993 rappresentò un'opera intitolata Le presidentesse, dell'austriaco Werner Schwab nell'ambito del Festival di Taormina, per la regia di Walter Manfré.

## Filmografia parziale

### Cinema

Insieme a Lino Banfi ne L'infermiera nella corsia dei militari (1979)

- Il momento più bello, regia di Luciano Emmer (1957)
- Tartarino di Tarascona, regia di Vittorio Brignole (1960)
- Un uomo e una colt, regia di Tulio Demicheli (1967)
- Beato fra le donne (L'homme orchestre), regia di Serge Korber (1970)
- Trastevere, regia di Fausto Tozzi (1971)
- Come fu che Masuccio Salernitano, fuggendo con le brache in mano, riuscì a conservarlo sano, regia di Silvio Amadio (1973)
- Abbasso tutti, viva noi, regia di Luigi Mangini (1974)
- Classe mista, regia di Mariano Laurenti (1976)
- The Conquest of the Citadel, regia di Bernhard Wicki (1977)
- L'infermiera di notte, regia di Mariano Laurenti (1979)
- L'infermiera nella corsia dei militari, regia di Mariano Laurenti (1979)

### Televisione

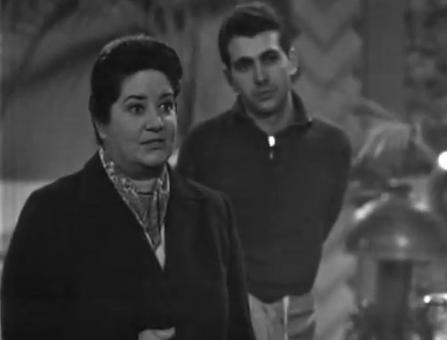
Vittoria Di Silverio nello sceneggiato Le inchieste del commissario Maigret (1966)

- L'Alfiere, regia di Anton Giulio Majano (1956)
- Umiliati e offesi, regia di Vittorio Cottafavi (1958)
- Il piccolo Lord, regia di Vittorio Brignole (1960)
- La figlia del capitano, regia di Leonardo Cortese (1965)
- Scaramouche, regia di Daniele D'Anza (1965)
- Le inchieste del commissario Maigret, episodio La vecchia signora di Bayeux, regia di Mario Landi (1966)
- Il tuttofare, regia di Daniele D'Anza (1967)
- Il segno del comando, regia di Daniele D'Anza (1971)
- Diagnosi, regia di Mario Caiano – miniserie TV (1975)
- Qui squadra mobile, regia di Anton Giulio Majano (1976)
- Il fauno di marmo, regia di Silverio Blasi (1977)
- Dieci registi italiani, dieci racconti italiani, episodio Un'avventura a Campo de' Fiori, regia di Luigi Magni (1983)

## Teatro
- L'amore dei quattro colonnelli, regia di Mario Ferrero
- Liolà, regia di Giorgio Prosperi
- O di uno o di nessuno, regia di Mario Maranzana
- L'anatra all'arancia di William Douglas-Home e Marc-Gilbert Sauvajon, regia di Alberto Lionello
- Le presidentesse, di Werner Schwab, regia di Walter Manfré

## Prosa televisiva Rai
- I nostri sogni, regia di Guglielmo Morandi
- Vita col padre, regia di Mario Ferrero
- La foresta pietrificata, regia di Carlo Ludovico Bragaglia
- Il viaggio a Beguna, regia di Giuseppe Di Martino
- La sognatrice, regia di Anton Giulio Majano
- Addio giovinezza, regia di Guglielmo Morandi
- La luna sulla guardia
- Il provinciale, regia di Stefano De Stefani
- L'ospite sconosciuto, regia di Alessandro Brissoni
- Il matrimonio, di Nikolaj Gogol', regia di Pietro Sharoff e Livia Eusebio
- Le sorelle di Segovia, regia di Mario Landi
- Il fiore sotto gli occhi, regia di Alessandro Brissoni
- Il Mistero della Natività - Laudi drammatiche dei secoli XIII e XIV, regia di Orazio Costa Giovangigli
- Una Cenerentola alla moda, regia di Italo Alfaro
- Dottor Follbraguet dentista, regia di Romolo Siena
- Meiocotòn en almibar, regia di Alessandro Blasetti
- La signorina Pell è sparita, regia di Davide Montemurri
- La carretta dei comici, ep. Il sosia, regia di Andrea Camilleri
- Trilussa Bazaar, regia di Nino Mangano e Andrea Camilleri